# 沃德雷
沃德雷（法語：Vaudrey，法語發音：[vodʁɛ]）是法国汝拉省的一个市镇，位于该省北部，属于多勒区。

## 地理
沃德雷（46°58'45"N, 5°37'19"E）面积17.87 平方千米，位于法国勃艮第-弗朗什-孔泰大區汝拉省，该省份为法国东部内陆省份，北起上索恩省，西北接科多尔省，西临索恩-卢瓦尔省，南至安省，东与杜省和瑞士接壤。
与沃德雷接壤的市镇（或旧市镇、城区）包括：蒙巴雷、欧蒙、拉费泰、蒙苏沃德雷、乌南、乌西耶尔。

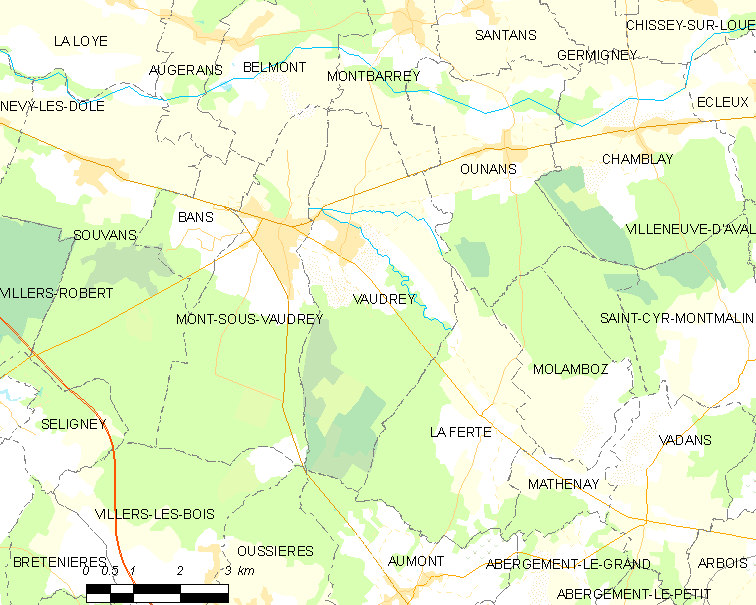
沃德雷的OSM定位图

沃德雷的时区为UTC+01:00、UTC+02:00（夏令时）。

## 行政
沃德雷的邮政编码为39380，INSEE市镇编码为39546。

## 政治
沃德雷所属的省级选区为蒙苏沃德雷县。

## 人口

1962-2008年间沃德雷人口变化图示

沃德雷于2022年1月1日时的人口数量为351人。

## 交通
汝拉省省道D11线、D469线和D472线经过境内。